# Serj Tankian
Serj Tankian (en arménien : Սերժ Թանկյան, Serž T̕ankyan), né le 21 août 1967 à Beyrouth (Liban), est un chanteur, auteur-compositeur, musicien, producteur, peintre et poète américano-arménien, surtout connu en tant que membre du groupe américain de metal System of a Down.
Durant sa carrière musicale, Tankian a sorti cinq albums avec System of a Down, un avec Arto Tunçboyacıyan (Serart), ainsi que cinq albums solo : Elect the Dead, Imperfect Harmonies, Harakiri, Orca Symphony No. 1 et Jazz-Iz-Christ. Il a aussi travaillé avec l'Orchestre philharmonique d'Auckland dans un album live nommé Elect the Dead Symphony.
En 2002, Tankian et le guitariste de Rage Against the Machine/Audioslave Tom Morello ont fondé une association engagée dans l'activisme politique, Axis of Justice. Serj Tankian a aussi fondé son propre label musical Serjical Strike.
Le 12 août 2011, Tankian s'est vu octroyer la médaille du Premier Ministre arménien Tigran Sargsyan pour ses contributions à la reconnaissance du génocide arménien mais aussi pour son travail musical.
En 2020 System of a down se reforme afin de sensibiliser le public à la situation de l'Artsakh, État majoritairement peuplé d'Arméniens mais non reconnu par la communauté internationale et attaqué par l'Azerbaïdjan. Deux clips sortent afin de mettre en avant l'association Aid For Artsakh Campaign ; la chanson Protect the land jugée trop nationaliste et réactionnaire par une minorité de spectateurs, fait l'objet d'une polémique.

## Biographie

### Enfance et débuts
Tankian est né à Beyrouth, au Liban le 21 août 1967. À l'âge de 7 ans, ses parents et lui quittent le pays à cause de la guerre et arrivent à Los Angeles, en Californie. Là-bas, il fréquente une école pour Arméniens-Américains, la « Rose and Alex Pilibos Armenian School », dans laquelle étudient aussi ses futurs camarades de System of a Down, Daron Malakian et Shavo Odadjian. Après cela, Tankian entre à l'Université d'État de Californie à Northridge, où il commence à jouer des instruments et à écrire des chansons.

### Soil et System of a Down (1994-2006)
Tankian s'engage comme chanteur/claviériste dans le pré-System of a Down, Soil, avec Daron Malakian comme chanteur/guitariste, Dave Hakopyan comme bassiste et Domingo Loranio comme batteur. Le groupe engagea Shavo Odadjian comme manager, mais il les rejoignit comme guitariste rythmique. Loriano et Hakopyan quittèrent alors le groupe, par manque d'ambition, ce qui causa la dissolution de Soil.
Après cela, Tankian, Odadjian et Malakian formèrent un nouveau groupe nommé System of a Down, inspiré du poème Victims of a Down de Malakian. Leur batteur original était Ontronik Khachaturian, ex-Soil, mais fut remplacé par John Dolmayan, à cause d'une main cassée. Le groupe commença une tournée dans les clubs de rock de Californie, et commença à attirer une solide base de fans.

### Elect the Dead (2007-2010)

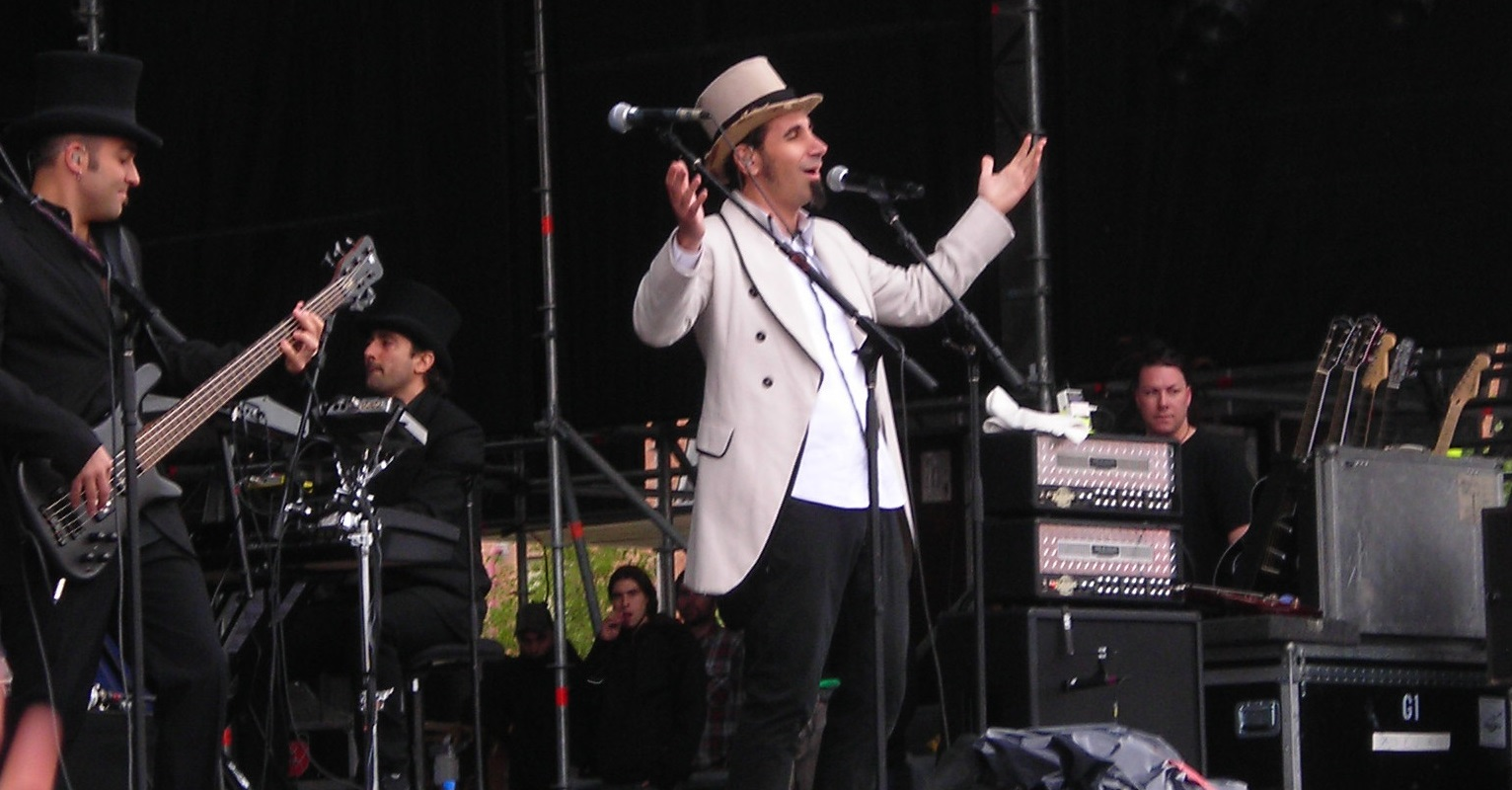
Serj Tankian lors d'un concert à Getafe en 2008

Après la mise en pause de System of a Down, Tankian sorti son premier album solo Elect the Dead. Les premiers singles furent The Unthinking Majority et Empty Walls. Une vidéo musicale, postée sur YouTube, fut filmée pour tous les titres de l'album, chacune par un réalisateur différent. Quelques-unes furent seulement disponibles pour les possesseurs de l'édition Deluxe de l'album. Quelques versions alternatives de ces vidéos existent aussi.
Deux versions de promo de l'album sont parues. Une, par Serjical Strike contient des versions instrumentales des douze pistes de l'album. Une autre, par Reprise Records, sous le nom de 'Smart Talk' pour critiques, montre que l'album fut achevé avant le 20 août 2007. La tournée officielle pour Elect the Dead commença le 12 octobre 2007 au Vic Theater de Chicago, devant 1 000 personnes. Tankian, malgré avoir annoncé qu'il ne jouerait aucun titre de son ancien groupe, reprit Charades et Blue, écrits par Malakian, guitariste de System of a Down. Il remplaça le groupe par ses musiciens, the Flying Cunts of Chaos (F.C.C.) pour la guitare, la batterie et la basse.
Tankian chanta aussi avec Les Rita Mitsouko sur la chanson Terminal Beauty et avec Fair to Midland sur Walls of Jericho.
En mars 2009, Tankian et l'Orchestre philharmonique d'Auckland reprirent l'album Elect the Dead, ce qui aboutira en un album live paru un an plus tard. Tankian a aussi écrit une comédie musicale avec le metteur en scène américain Steven Sater, basée sur la tragédie grecque Prometheus Bound.

### Imperfect Harmonies (2010-2011)

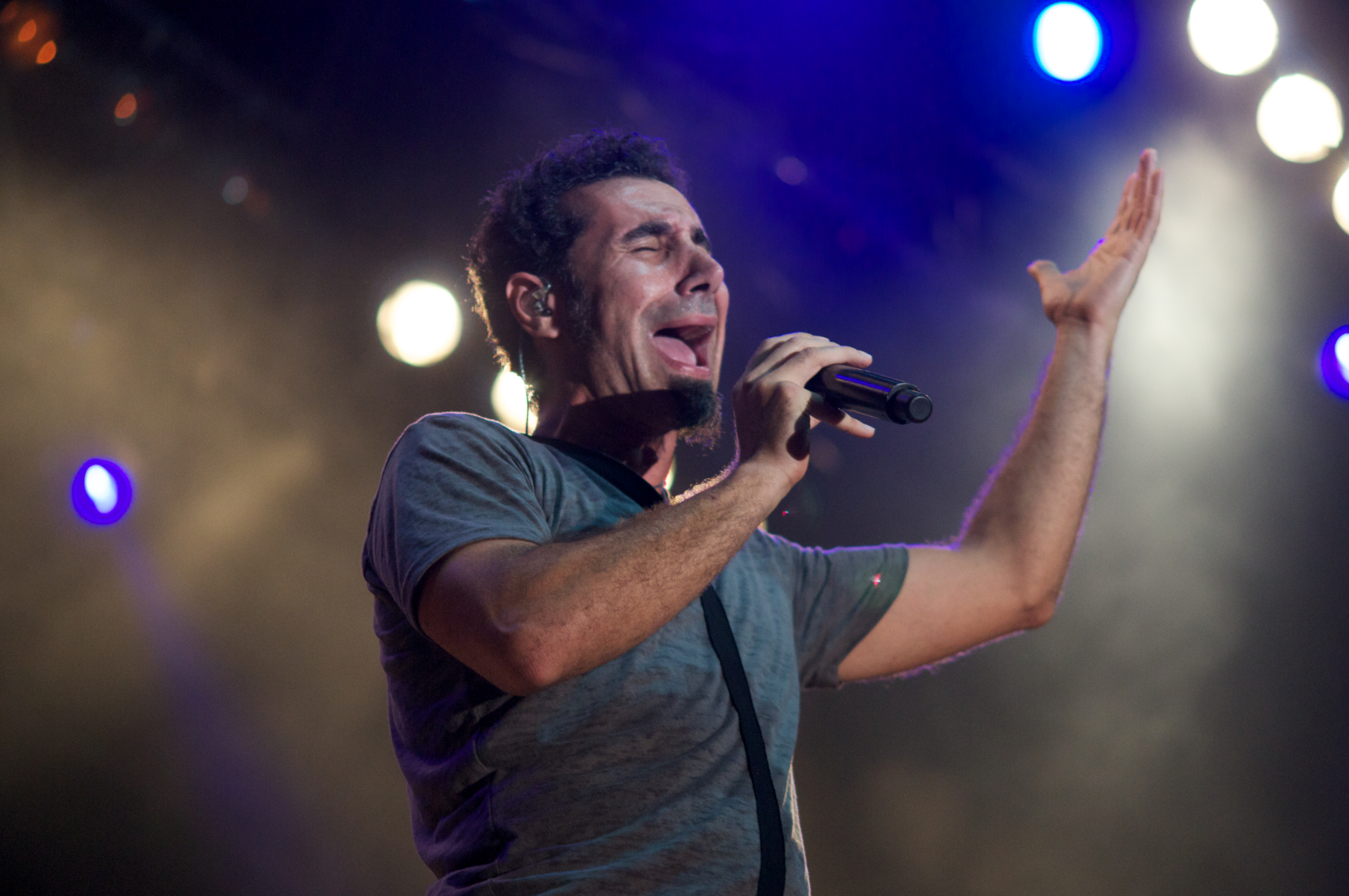
Serj Tankian en Bulgarie en août 2008.

Le second album de Serj Tankian, d'abord prévu en 2009, parut le 21 septembre 2010, jour de la fête nationale arménienne. C'est un mélange entre jazz et musique classique. Trois singles en furent extraits, Borders Are (qui est en fait un poème de Serj Tankian dans son livre de poésie Glaring Through Oblivion) le 23 juin, Left of Center le 13 juillet et Disowned Inc. le 9 août. Des vidéos furent réalisées pour chacun de ces singles, en plus de celle de Reconstructive Demonstrations en janvier 2011.
En plus de l'album Imperfect Harmonies, Tankian sorti un EP Imperfect Remixes le 1er mars 2011, un ensemble de 4 chansons tirée d'Imperfect Harmonies mais empreintes de musique électronique.

### Réunion avec System of a Down et Harakiri (2011-présent)
Le 29 novembre 2010, System of a Down annoncèrent qu'ils sortaient de pause et qu'ils se réuniraient pour des concerts entre mai et juillet 2011, à Leicestershire, au Royaume-Uni ; Interlaken, en Suisse ; à Nürburg et à Nuremberg, en Allemagne ; à Gothenburg, en Suède ; au Burgenland en Autriche, à Seinäjoki, en Finlande, à Paris en France et à Moscou, en Russie. Cette réunion ne laisse pas présager un nouvel album, mais ressemble plus à une tournée pour satisfaire des fans ne les ayant plus vu en concert depuis 5 ans.
En juillet 2011, Tankian fait paraître des samples de nouveaux titres, laissant présager un nouvel album en 2012, ce qui sera confirmé par le batteur de System of a Down John Dolmayan, mais pas avant au moins un an, à cause de la tournée de Tankian en Nouvelle-Zélande. Le nouvel album Harakiri est alors confirmé pour le 10 juillet 2012, ce dernier étant suivi par trois autres projets de Tankian, Orca, un album de musique classique, Jazz-Iz-Christ, un album de jazz, et Fuktronic, de musique électronique, avec Jimmy Urine de Mindless Self-Indulgence. Trois singles en furent extraits : Figure it Out, paru le 1er mai 2012, Cornucopia, paru le 10 juin, et le titre éponyme Harakiri, disponibles pour les personnes ayant pré-commandé l'album.
Pendant le printemps de 2012, une liste de chansons électroniques/expérimentales, California Nightmare, fit son apparition sur la toile.

## Style musical
Tankian est membre du groupe System of a Down en tant que chanteur, claviériste occasionnel et guitariste secondaire (sur scène seulement). Il se sert aussi de samplers sur certaines chansons. Il est connu pour sa voix grave et posée pouvant cependant atteindre aisément les aigus. La voix de Serj Tankian est souvent en harmonie avec celle du guitariste Daron Malakian (Soldier Side, M. Jack), créant un duo vocal étonnant, Daron ayant une voix naturellement aiguë et claire. Serj Tankian passe également de l'humour (This Cocaine Makes Me Feel Like I'm On This Song) au discours politique (B.Y.O.B.) selon les chansons. Il utilise souvent des effets sur scène : deux micros en même temps, vocoder lui donnant une voix aiguë...

## Autres actions et engagements

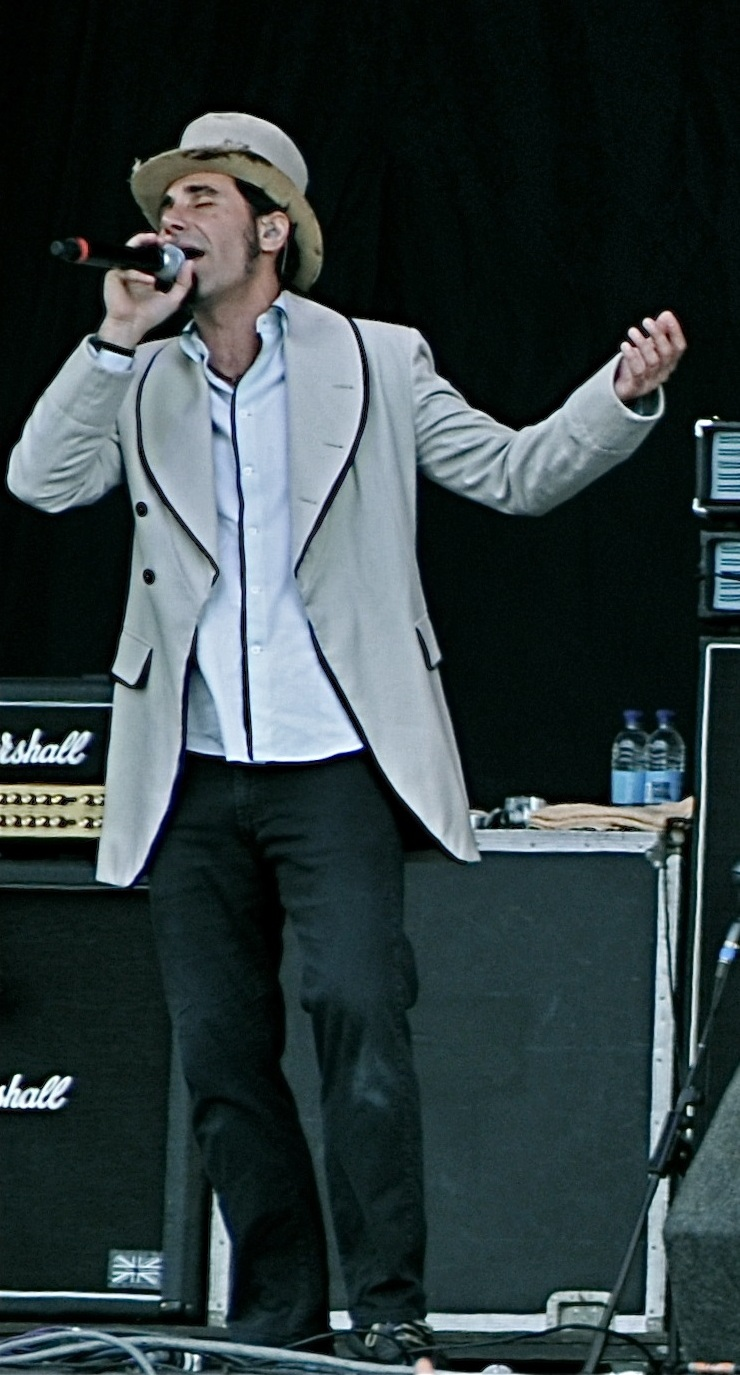
Tankian au Royaume-Uni en 2008.

Tankian dirige aussi divers artistes sous son label Serjical Strike, créé dans le but de favoriser le développement et l'épanouissement de la musique alternative. Sous cette étiquette il cosigne le projet Serart, avec Arto Tuncboyaciyan, en plus de produire (et chanter sur quelques chansons) l'album Enter the Chicken du guitariste Buckethead. Aussi poète à ses heures, Tankian signe Cool Gardens, un recueil de poésies publié par MTV Books.
Serj Tankian ne cache pas son engagement vis-à-vis des causes sociales, humanitaires et pacifiques. Son billet Understanding Oil, publié quelque temps après les attentats du 11 septembre 2001 sur le site officiel de System of a Down ne manquera pas d'attirer les foudres du public et d'être retiré par Sony, accusé de cautionner les attentats. À cela Tankian répondra en public notamment dans l'émission du controversé Howard Stern, d'ailleurs peu sympathique à sa cause.
Les thèmes politiques les plus utilisés dans les chansons de System of a Down sont la guerre et le génocide arménien pour lequel il s'engage d'ailleurs personnellement (il est l'instigateur d'une manifestation de plusieurs jours à Washington, D.C. en avril 2005 demandant la reconnaissance du génocide par les États-Unis). Par ailleurs, alors qu'il vivait jusqu'alors à Los Angeles, il a récemment décidé de s'installer en Nouvelle-Zélande jusqu'à la fin de la guerre en Irak. En parallèle, Tankian est associé à Tom Morello (Rage Against the Machine et Audioslave), avec lequel il a créé Axis of Justice, un projet visant à intéresser les jeunes aux causes proches de Tankian et Morello notamment via des concerts et des émissions de radio.
Végétarien, Tankian est engagé en faveur des droits des animaux, contre la mise en place d'abattoirs, demandant plus de respect pour « Mère Nature ».
Il signe une pétition en juillet 2009 contre les abattoirs de KFC.
Le 16 décembre 2013, il co-signe avec Peter Gabriel, Thom Yorke et Ed O'Brien de Radiohead, et Tjinder Singh (Cornershop), une pétition lancée le 16 décembre par Free Tibet Campaign destinée à Wu Aiying, ministre chinoise de la justice, demandant la libération de huit chanteurs tibétains emprisonnés en Chine, Lolo, Chakdor, Pema Trinley, Kalsang Yarphel et Shawo Tashi, arrêtés ou condamnés en 2013, et Ugyen Tenzin, Achok Phulsung et Choksal, emprisonnés en 2012.
En avril 2016, Tankian publie la chanson Artsakh en faveur du Haut-Karabagh,,. Au mois d'août 2023, dans le contexte du blocus du Haut-Karabagh par l'Azerbaïdjan, il écrit personnellement une lettre ouverte à Imagine Dragons pour leur demander l'annulation du concert prévu à Bakou en septembre. Il met en avant le fait que l'Azerbaïdjan, dictature privant ses citoyens de toute liberté individuelle ou politique et coupable d'une guerre d'agression du Haut-Karabagh depuis 2020, invite des artistes de renommée internationale dans le but de faire du artwashing. Devant la fin de non recevoir du groupe, il lance également une pétition en ligne sur Change.org. Tankian reçoit le soutien d'autres musiciens comme Roger Waters, Thurston Moore ou Brian Eno. La polémique continue un an plus tard, alors que Serj Tankian et Dan Reynolds ne cessent de se critiquer par médias interposés,.
Tankian réagit au conflit israélo-palestinien de 2023, en précisant que l'attaque du Hamas du 7 octobre est bien un acte terroriste devant être puni, mais que la réponse militaire d'Israël telle qu'elle est menée peut être considérée comme un crime de guerre.

## Vie privée
Le 9 juin 2012, à Simi Valley, en Californie, Serj Tankian se marie avec sa petite amie de longue date, Angela Madatyan, née à Vanadzor, en Arménie. Ils ont plus tard leur premier enfant, Rumi.

## Discographie

### En groupe et associations

#### System of a Down
- 1998 - System of a Down
- 2001 - Toxicity
- 2002 - Steal This Album!
- 2005 - Mezmerize
- 2005 - Hypnotize
- 2020 - Protect the Land / Genocidal Humanoidz

#### Serart
- 2003 - Serart

#### Axis of Justice
- 2004 -  Concert Series Volume 1

### En solo

#### Discographie personnelle
- 2007 - Elect the Dead
- 2010 - Elect the Dead Symphony (avec l'orchestre philharmonique d'Auckland) (Live)
- 2010 - Imperfect Harmonies
- 2011 - Imperfect Remixes
- 2012 - Harakiri
- 2013 - Orca Symphony No. 1
- 2013 - Jazz-Iz-Christ
- 2021 - Elasticity (EP)
- 2021 - Cinematique Series: Violent Violins
- 2021 - Cinematique Series: Illuminate
- 2024 - Foundations (EP)

#### En tant quecompositeur
- 2011 - Prometheus Bound: A New Rock Musical, comédie musicale de Steven Sater inspirée de la tragédie grecque Prométhée enchaîné.
- 2015 - 1915, film à suspens psychologique de Garin Hovannisian.
- 2017 - Intent to Destroy (Death, Denial, & Depiction), film documentaire de Joe Berlinger.
- 2017 - Furious (ou La légende de Kolovrat) (Легенда о Коловрате), film historique de Dzhanik Fayziev et Ivan Shurkhovetskiy.
- 2019 - Midnight Star, jeu de tir en vue subjective d'Industrial Toys.
- 2021 - I am not alone, film documentaire de Garin Hovannisian.

### Collaborations
- 1999 - Serj Tankian devait chanter sur quelques secondes de Don't Go Off Wandering du groupe de rap metal Limp Bizkit. Serj a bien enregistré sa voix pour la chanson mais finalement le groupe enleva la voix de Serj du morceau. Cependant, la version avec Serj Tankian a ensuite été volée du studio d'enregistrement, est sortie sur bootleg (disques illégaux) et par conséquent, a été diffusé sur internet.
- Crazy Jam, improvisation live d'Incubus, à laquelle a participé Serj (jamais sortie officiellement).
- Starlit Eyes, diffusé sur l'album Strait Up, un album sorti en 2000 rendant hommage au chanteur Lynn Strait du groupe Snot, mort en 1998.
- 2000 - Patterns avec le guitariste de Black Sabbath Tony Iommi pour l'album solo de ce dernier, appelé Iommi et sorti en 2000.
- 2000 - Feel Good avec Morgan Lander (Kittie) et Hed PE. Chanson présente sur l'album Broke de (HəD) Planet Earth.
- 2001 - Mushroom Cult avec le groupe de metal avant-gardiste Dog Fashion Disco pour leur album Anarchists of Good Taste.
- Birds of Paradise, reprise du saxophoniste de jazz Charlie Parker pour l'album hommage à ce dernier, Birds Up, édité par Savoy Records en 2003.
- 2005 - We Are One et Coma avec Buckethead sur l'album Enter the Chicken. We Are One est sortie en single.
- 2005 - Waiting Hare avec Shana Halligan et Buckethead sur l'album Enter the Chicken.
- Who Shot Ya, morceau de Notorious B.I.G. remixé par Serj Tankian pour la B.O. du jeu vidéo Marc Ecko's Getting Up: Contents Under Pressure, sorti en 2006.
- 2006 - Mein avec Chino Moreno. Cette chanson présente sur Saturday Night Wrist des Deftones et est sortie en single.
- 2007 - Terminal Beauty avec Catherine Ringer. Chanson présente sur l'album Variéty des Rita Mitsouko.
- 2007 - Riot avec Wyclef Jean et Sizzla. Chanson présente sur l'album Carnival Vol. II: Memoirs of an Immigrant de Wyclef Jean.
- 2007 - The Essence of Tequila et Chicakong avec d'autres compositeurs. Ces titres ont été faits pour la bande son originale de John Woo presents Stranglehold.
- 2008 - Bird's Eye avec Mike Patton. Chanson présente sur la bande son originale de Body of Lies de Ridley Scott.
- 2008 - Drama avec Bitter:Sweet sur l'album Drama.
- 2008 - Lazarus on Down avec Tom Morello. Cette chanson est présente sur l'album The Fabled City de The Nightwatchman et est sortie en single.
- No Way No How avec Slow Motion Reign.
- 2010 - Viktor avec Viza sur l'album Made In Chernobyl, pour lequel il a été coproducteur exécutif.
- 2011 - Bande originale de Batman Arkham City - Total Paranoia.
- 2013 - Out Of Line - Device avec David Draiman.
- 2013 - Tech N9ne - Straight Out The Gate feat. Serj Tankian (extrait de l'album Something Else).
- 2014 - Benny Benassi feat Serj Tankian - Shooting helicopters. On y retrouve Serj Tankian chantant dans un style musical house.
- 2019 - Bande originale de Game of Thrones: Season 8 - Ramin Djawadi & Serj Tankian - The Rains of Castamere.
- 2023 - The Hu  - Black Thunder (feat. Serj Tankian and DL of Bad Wolves)
- 2024 - Helldebert (Aldebert) feat Serj Tankian & Amélie Nothomb - La Marche du Monde -  Enfantillages 666